# Mukota-Schwein
Das Mukota-Schwein (auch Rhodesisches Einheimisches Schwein oder Simbabwisches Einheimisches Schwein genannt) ist eine Schweinerasse aus Simbabwe.

## Geschichte
Man vermutet, dass die Mukota im 17. Jahrhundert über Händler aus Europa und China eingeführt wurden (Bonsma und Joubert, 1952). Sie wurden nach der Region Mukota in Nordostsimbabwe benannt, wo sie erstmals im Detail beschrieben wurden.

## Charakteristika
- Farbe: schwarz
- Anpassung an das tropische Klima
- Futter- und Wassergenügsamkeit (6 Liter/Woche!)
- Krankheitsresistenz
- zwei Typen:
  - Typ 1: kurz, dick, kurzer Rüssel ähnlich dem Chinesischen Speckschwein
  - Typ 2: langer Rüssel, "Razorback"-Rücken mit langen Borsten, ähnlich dem Windsnyer
- Rausche einmal jährlich in der frühen Regenzeit (Oktober/November)
- Erstgeburt mit 6 bis 12 Monaten, durchschnittlicher Wurf 6,5-7,5 Ferkel
- Schlachtkörperausbeute 30 % weniger als Large White
- gutes Fleisch: würzig und "süß"

## Vorkommen
Mukota-Schweine kommen vor allem in Simbabwe (ca. 70.000 Tiere), aber auch in Mosambik und Sambia vor. 

## Referenzen
- Bonsma, F.N. and D.M. Joubert, Fmg. S. Afr. 27: 167-170. 1952.
- Holness, D.H., The tropical agriculturalist - PIGS, CTA/Macmillan, London, 1995. pp 16-48.
- Mason, I.L., A World Dictionary of Livestock Breeds, Types and Varieties, Fourth Edition. C.A.B International, 1996. 273 pp.
- Oklahoma State University